# Официальный журнал Европейского союза
Официальный журнал Европейского союза (англ. Official Journal of the European Union) — правительственный бюллетень Европейского союза.

## История
Журнал публикуется с начала Ниццкого договора, который вступил в силу 1 февраля 2003 года. Публикуется на 24 официальных языках государств-членов. Только правовые акты, опубликованные в официальном журнале, имеют обязательную силу.
Журнал заменил собой Официальный журнал Европейского объединения угля и стали, публикуемый с 30 декабря 1952 года, который, в свою очередь, был переименован в Официальный журнал Европейских сообществ с образованием Европейских сообществ, прежде чем принимать своё текущее название с созданием Европейского союза.
Официальный журнал включает в себя две связанные серии и одну дополнительную:
- серия L содержит законодательство ЕС, в том числе директивы, решения, рекомендации и мнения;
- серия С содержит доклады и сообщения, включая решения Европейского суда и Суда общей юрисдикции (ранее известного как Суд первой инстанции);
- дополнительная серия S содержат приглашения для участия в тендере (см.: Правительственные закупки в Европейском союзе).